# William Bowie
William Bowie (6 de mayo de 1872-28 de agosto de 1940) fue un ingeniero geodésico estadounidense.

## Biografía
Bowie nació en Grassland, cerca de Annapolis Junction, en el condado de Anne Arundel, Maryland, hijo de Thomas John Bowie y Susanna Anderson. Cursó sus estudios en escuelas públicas, en el St. John's College de Annapolis, Maryland, en el Trinity College de Hartford, Connecticut (una licenciatura en ciencias, 1893; maestría en artes, 1907; doctorado en ciencias, 1919) y en Lehigh College (una licenciatura en ciencias, 1895; doctorado en ciencias, 1922). Recibió doctorados honoris causa (doctorado en derecho, 1936) de la Universidad de Edimburgo, Escocia, en la reunión de la Unión Internacional de Geodesia y Geofísica (IUGG), de la que fue presidente entre 1933 y 1936, y de la Universidad George Washington (doctorado en ciencias, 1937).
Dos formaciones submarinas, el monte submarino Bowie y el cañón Bowie, llevan el nombre de William Bowie. La medalla William Bowie, el máximo honor de la Unión Americana de Geofísica, lleva su nombre. El buque de investigación costera USS PCS-1405 del Servicio Geodésico y Costero de Estados Unidos, en servicio entre 1946 y 1967, recibió su nombre.